# Михаило и Евтихије Астрапа
Михаило и Евтихије Астрапа из Солуна су глави сликари дворске радионице краља Стефана Уроша II Милутина (1282-1321) за кога српски летописи веле да је владао 40 година и подигао 40 цркава у Србији, али и ван ње, од Свете Горе, Солуна и Цариграда до Свете земље. 
Астрапе су осликали Богородицу Љевишку у Призрену, Краљеву цркву у Студеници, Старо Нагоричино, Грачаницу, Светог Никиту код Скопља и још неке краљеве задужбине. У духу епохе су остварили дела у стилу који се назива наративним, а подразумева јасно и читљиво преношење текстуалног узорка на слику, велики број фигура у покрету, уношење предмета сувремене материјалне културе у сцену, комплексну сликану архитектуру као и реално виђење догађаја. 
Сликарство прве две деценије XIV века засновано је на ренесанси Палеолога, а у односу на прве споменике указује на класицизам, иако трајни источник остаје тежња да се илуструје и доследно оствари нарација.